# Золотарьов Микола Гаврилович
Микола Гаврилович Золотарьов (псевдонім — Микола Якутський; нар. 22 листопада 1908, Харбалахський насліг — пом. 11 грудня 1995, Тирасполь) — якутський письменник; член Спілки письменників СРСР з 1946 року.

## Біографія
Народився 9 [22] листопада 1908 року в Харбалахському наслізі (тепер Верхньовілюйський улус, Республіка Саха, РФ). Член ВКП(б) з 1929 року. У 1930 році закінчив школу середнього командного складу; у 1934 році — Академію комуністичного виховання імені Надії Крупської. По 1938 рік служив в прикордонних військах. З жовтня 1938 року працював пропагандистом і лектором в Молдавській РСР, потім — в апараті Якутського обкому КПРС.
Протягом 1948—1953 років — голова правління Спілки письменників Якутії. У 1956 році закінчив Вищі літературні курси при Літературному інституті імені Олексія Горького. Протягом 1958—1961 років — знову голова правління Спілки письменників Якутії. Працював головним редактором журналів «Хотугу сулус» і «Полярна зірка». Обирався депутатом Верховної Ради Якутської АРСР.
Помер 11 грудня 1995 в Тирасполі. Похований в Верхньовілюйському улусі.

## Творчість
Друкувався з 1938 року. Автор оповідань, повістей, романів, зокрема:
- «Переможець смерті — безсмертний», «Кеша Березкін» (оповідання про героїв німецько-радянської війни);
- «Төлкө» / «Доля» (1947, роман про важке життя і боротьбу якутів до Жовтневої революції);
- «Көмүстээх үрүйэ» / «Золотий струмок» (1948, повість про золотошукачів Алдану в період революції 1917 року);
- «Ма нгайгы сааланым» / «Перший постріл» (1957, збірка мисливських оповідань);
- «Сир» / «Земля» (1958, роман про колгоспне життя);
- «Алмааhы kepдeeччүлэр» / «Шукачі алмазів» (1958), «Алмаас уонна таптал» / «Алмаз і кохання» (1971) — повісті про історію відкриття алмазних родовищ;
- трилогія «Доля» (романи  «Хараҥа түүн» / «Темна ніч», 1960; «Халлаан сырдыыта» / «Перед світанком», 1962; «Схід», 1967; про боротьбу за радянську владу в Якутії);
- «Илин үонна аргаа» / «Схід і захід» (1987, автобіографічний роман про прикордонників).

Для дітей написав книги:
- «Маннайгы сааланыы» / «Перший постріл»;
- «Дьүкээбил уота» / «Вогні Юкабіля»;
- «Сир кыыhа» / «Дочка землі»;
- «Toҕyc муора улаҕатынан» / «За девятю морями»;
- «Хотой до5оро» / «Друг орла».

## Відзнаки
- Нагороджений орденами Трудового Червоного Прапора, Дружби Народів, «Знак Пошани», медалями і почесними грамотами;
- Народний письменник Якутії[1].